# محمد جانجوش
محمد جانجوش مواليد 5 أغسطس 1957 في سراييفو، جمهورية يوغوسلافيا الاشتراكية الاتحادية، هو لاعب كرة قدم بوسني سابق ومدرب كرة قدم، كان يلعب في مركز خط الوسط.

## المسيرة الاحترافية
ولد جانجوش في سراييفو، جمهورية البوسنة والهرسك الاشتراكية وجمهورية يوغوسلافيا الاشتراكية الاتحادية بدأ يلعب كرة القدم مع نادي ساراييفو المحلي. أمضى ثمانية مواسم مع النادي، وفاز بالدوري اليوغوسلافي الأول في موسم 1984-85.
في الموسم التالي انتقل إلى إسبانيا للعب في الدوري الإسباني مع نادي إيركوليس. عاد جانجوش إلى سراييفو بعد عامين في إسبانيا. في عام 1988 انضم إلى نادي أضنة دمير سبور في تركيا حيث أنهى حياته المهنية في عام 1990.

### الأندية التي لعب لها
- نادي ساراييفو
- نادي إيركوليس
- أضنة دمير سبور

## الإدارة والتدريب
بعد تقاعده من لعب كرة القدم، أصبح جانجوش مدربًا وتمتع بالنجاح مع نادي ساراييفو خلال موسم 1997-98 عندما قاد سراييفو إلى الفوز في كأس البوسنة وغاب بفارق ضئيل عن اللقب.
وفي عام 1999 تم تعيينه مساعدا لمدرب منتخب البوسنة والهرسك فاروق هادزيبيغيتش في التصفيات المؤهلة لبطولة أمم أوروبا 2000.
بعد البوسنة والهرسك، كان جانجوش مدربًا مساعدًا للمدرب فاروق هادزيبيغيتش في الأندية التركية غازي عنتاب سبور في 2005 ونادي ديار بكر سبور في 2006 ودنيزلي سبور أيضًا في 2006.
بين عام 2008 وعام 2011 أدار نادي جدينستفو بيخاتش (2008)، ونادي سراييفو (2009-2010) ونادي أولمبيك سراييفو (2010-2011). في موسم 2009-2010 في الدوري الأوروبي، قاد جانجوش نادي سراييفو إلى الجولة الفاصلة حيث خسر أمام نادي سي إف آر كلوج 2–3 في مجموع المباراتين.
خلال عام 2013 وعام 2015 كان للمرة الثانية والثالثة مدير نادي جدينستفو بيخاتش في الدوري الأول لاتحاد البوسنة والهرسك.
في 29 أغسطس 2016 تم تعيين جانجوش مديرا لنادي سراييفو للمرة الثالثة. غادر النادي بعد خسارة الدوري المحلي أمام نادي زرينسكي موستار 1-2 في 23 يوليو 2017.
بعد أن أصبح فاروق هادزيبيغيتش مدربًا جديدًا لمنتخب الجبل الأسود في 25 يوليو 2019، في أغسطس 2019 أُعلن أن جانجوش تولى منصب مساعد مدرب لفاروق هادزيبيج في المنتخب الوطني.

## الإنجازات

### لاعب
نادي سراييفو
- الدوري اليوغوسلافي الأول: 1984–85.

### مدرب
نادي سراييفو
- كأس البوسنة: 1997-1998.
- كأس السوبر البوسني: 1997.

### الفردية
- مدرب الموسم في الدوري البوسني الممتاز: 2016-17.[9]

## روابط خارجية
- محمد جانجوش على موقع قاعدة بيانات كرة القدم.إي يو (الإنجليزية)
- محمد جانجوش على موقع Soccerway.com (الإنجليزية)
- محمد جانجوش على موقع عالم كرة القدم.نت (الإنجليزية)